# 王茂设
王茂设（1957年8月—），山西省安泽县人，中华人民共和国政治人物。
1975年7月，为安泽县和川公社干事。次年，进入安泽县水利局、县政府，步入仕途。1982年4月加入中国共产党。2001年，担任山西省人民政府办公厅副主任；次年任省政府副秘书长；2006年11月，任山西省建设厅厅长。2007年12月，任中共晋城市委副书记、副市长，2008年2月任晋城市代市长、市长、全国人大代表。2011年，当选中共朔州市委书记。2013年2月王茂设任中共运城市委书记。2014年6月20日，有媒体报道称，王茂设于6月19日晚在其办公地被有关部门带走，20日运城市召开市委扩大会议，宣布运城市委工作由王清宪（时任运城市市长）主持，并宣布王茂设涉嫌严重违法违纪已接受调查。据报道，他与已被调查的山西省政协副主席令政策、副省长杜善学交好，被带走的同时亦被抄家，从其北京家中搜出千万元现金。
2017年1月6日，徐州市中级人民法院公开宣判王茂设受贿案，王茂设因受贿罪被判有期徒刑15年，并处没收个人财产人民币五百万元。
王茂设有三个哥哥，即王茂全（原山西省政协民族宗教委员会副主任）、王茂同（原中共太原高新区党工委书记）、王茂建。2017年5月底到6月初，王茂全、王茂建先后被开除中国共产党党籍。据报道，王茂设的三个哥哥都牵涉他的腐败案。